# Franco Amurri
Franco Amurri (Roma, 12 settembre 1958) è un regista e sceneggiatore italiano.

## Biografia
Figlio dello scrittore Antonio, Amurri fa il suo esordio come regista con due commedie come Il ragazzo del Pony Express con Jerry Calà e Da grande con Renato Pozzetto: in particolare quest'ultima ottenne un discreto successo e gli valse un biglietto aereo per gli Stati Uniti, dove girò i suoi due successivi film: Flashback e Il mio amico zampalesta. Nel 2001 è tornato in Italia per girare l'esordio cinematografico dei Fichi d'India: Amici Ahrarara.

### Vita privata
A Hollywood ebbe una breve relazione con l'attrice Susan Sarandon, dalla quale nacque Eva Amurri, anch'ella attrice.

## Filmografia

### Regista

#### Cinema
- Il ragazzo del Pony Express (1986)
- Da grande (1987)
- Flashback (1990)
- Il mio amico zampalesta (Monkey Trouble) (1994)
- Amici Ahrarara (2001)
- Il mio amico Babbo Natale (2005)

#### Televisione
- Il mio amico Babbo Natale – film TV (2005)
- Due imbroglioni e... mezzo! – film TV (2007)
- Due imbroglioni e... mezzo! – miniserie TV (2010)
- Anna e i cinque – serie TV, 2ª st. (2011)

### Sceneggiatore
- Stephen King's Golden Tales (1985) (segmento "Do Not Open This Box")
- Il ragazzo del Pony Express (1986)
- Da grande (1987)
- Il mio amico zampalesta (Monkey Trouble) (1994)
- Amici Ahrarara (2001)
- Febbre da cavallo - La mandrakata (2002)
- Due imbroglioni e mezzo (2007)
- Da grandi (2023)